# 曾文雄
曾文雄（约1931年—2018年2月10日），創辦台灣盲人重建院訓練盲人自力更生，並成立臺灣第一間導盲犬訓練機構--財團法人惠光導盲犬教育基金會，並擔任董事長直至離世，也是中華民國總統李登輝的小妻舅。

## 生平記事
曾文雄是曾文惠的二弟、楊三郎的表弟。在曾文雄念成功中學時，因上學會經過李登輝的住所，所以就充當李登輝與姊姊的情書信差。
曾文雄在1954年畢業於淡江文理學院五年制英語科，再往菲律賓接受盲人教育訓練後，創立台灣盲人重建院。初期，身為院長的他所遭遇最大的困難是經費，除了國外的補助之外，院裡還設置了大型養雞場，靠這微薄的收入來補貼。他認為盲人不需要同情，安慰與憐憫，要的是了解和鼓勵。他的方式即不斷為訓練盲人一技之長、引薦至各工商界，讓盲人能自立更生，從日常生活、行動方位、點字摸讀等基本訓練開始教起，再到科學常識、工作法、等專業訓練，再根據受訓者的興趣、評價測驗輔導就業。為了替該院盲生作觸覺、聽覺、感覺基本訓練，他還跟兒子一起研發訓練方式。1966年10月9日在台北濟南教會接受洗禮。
一次時任退除役官兵委員會主任委員的蔣經國來此參觀，勉勵曾文雄繼續這種有意義的工作。後，1966年，臺灣省政府社會福利基金就撥出經費九十六萬餘元，供該院設立職業訓練工廠。在省府社會福利基金、以及美國海外盲人基金協會的援助下開設工商職業訓練技能班，訓練出電話接線生、輕工業機械工，於1968年7月12日第一屆畢業。曾在盲人重建院學過按摩的李炳輝對曾院長也有過讚許。
李登輝任總統後，出差時都會安排盲人按摩，並詢問該按摩師在哪裡訓練按摩、及認不認識曾文雄等問題。曾文雄也會參加周聯華主持的李登輝家庭禮拜。

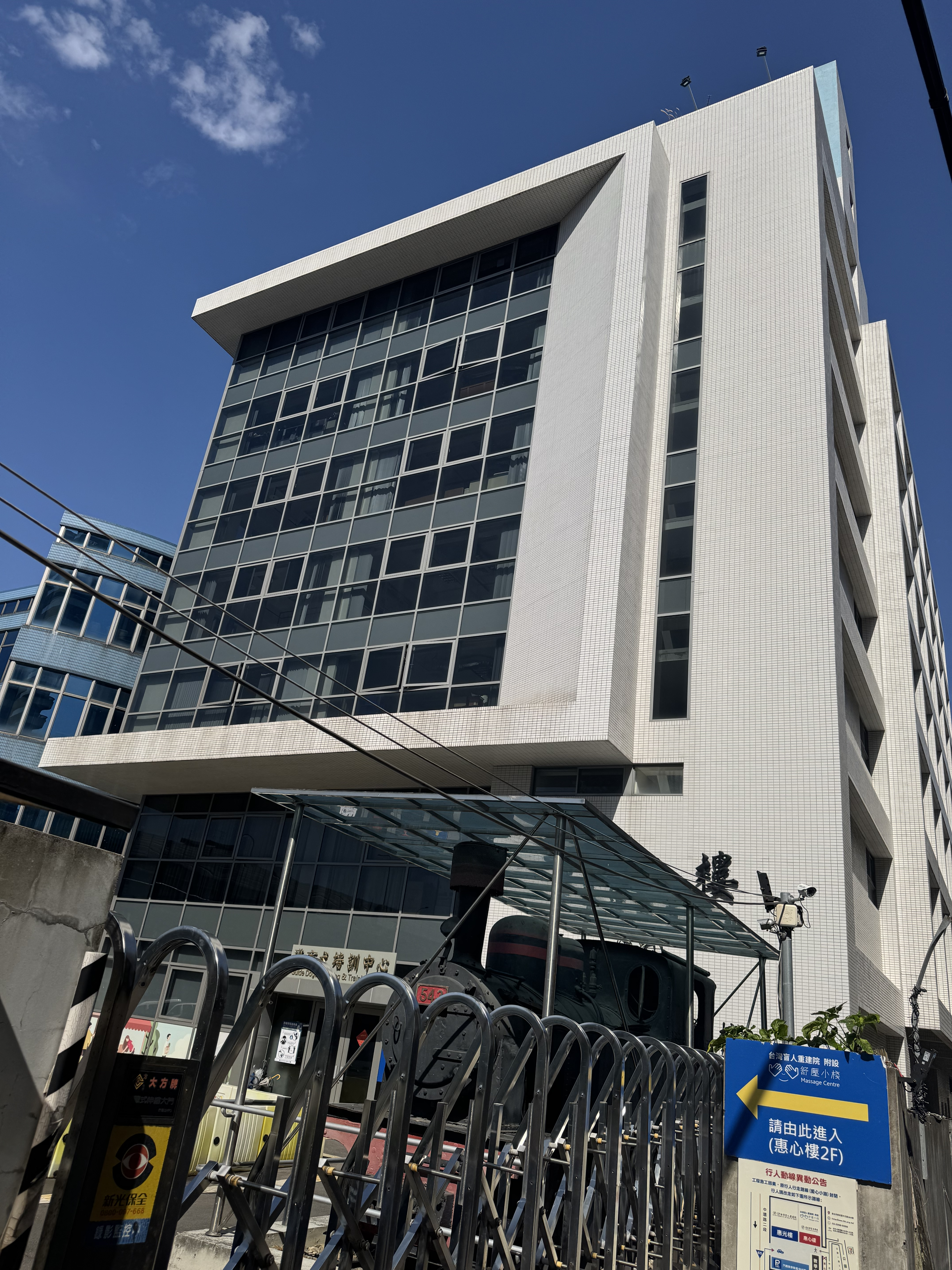
惠光導盲犬學校

一次，李登輝在舊金山目睹盲人使用導盲犬行走，引發設置導盲犬訓練所的構想，就與曾文雄合作。1991年12月27日，日本光明之家盲人職業訓練所附設導盲大訓練師日紫禧津三受曾文雄邀請來臺灣研究訓練問題。1992年6月28日，台灣盲人重建院成立惠光導盲犬訓練中心。1996年，經中華民國教育部登記立案，正式成立「財團法人惠光導盲犬教育基金會」。曾文雄從澳洲引入拉布拉多犬自行培育，在九隻幼犬中選出一隻名為「雅琪」（Aggie）的導盲犬。此犬通過八十項測試，自1996年11月1日開始為重建院教務主任柯明期導盲。2003年6月6日，雅琪因前腳軟骨碎裂退休，由曾文雄將一面純金打造勳章和寫有Aggie名字的花環掛在其脖子上。
晚年的曾文雄身受糖尿病之苦，2011年報導時八十一歲的他已坐輪椅，2018年2月10日清晨去世。

## 榮耀獎項
1974年11月16日，曾文雄因從事從事殘障重建及福利工作有功，連同姚卓英、鄭寶雲、陳淑靜、陳五福、趙銘芹、胡石清受到內政部長林金生頒發特種獎狀。1993年10月19日，八十二年表揚好人好事籌備委員會公布曾文雄、玉吉芳、張淑民、黎安德等為好人好事代表。 1995年12月13日，與歐陽醇、吳舜文、嚴道、釋聖嚴、包德明、陳清義、高何土、林信山、陳澄雄、連漢濱、曾宜臻等獲得第一屆中國傑人獎。1997年11月8日，與王一飛、陳飛龍、龔鵬程等，接受母校淡江大學頒發金鷹獎。

## 外部連結
- 台灣盲人重建院 （页面存档备份，存于） （繁體中文）
- 惠光導盲犬教育基金會 （页面存档备份，存于） （繁體中文）